# Терезія Мбайка Малокве
Терезія (Террі) Мбайка Малокве, у шлюбі Мбайка Малокве — кенійська екологиня, політична діячка, захисниця довкілля та економістка охорони здоров’я. Обіймає посаду секретарки «Фонду розвитку національного уряду та виборчого округу» (NG-CDF) виборчого округу Каїті в окрузі Макуені, колишня Східна провінція (Кенія).

## Раннє життя та освіта
Терезія Мбайка народилася в сучасному виборчому окрузі Каїті, округ Макуені, приблизно за 144 кілометри автомобільним транспортом, на південний схід від Найробі, столиці та найбільшого міста Кенії.
Після відвідування місцевих початкових і середніх шкіл вона була прийнята до Університету Кеніатта, державного університету, головний кампус якого знаходиться в окрузі Найробі, який закінчила зі ступенем бакалаврки наук з охорони довкілля в 2011 році. Після цього здобула ступінь магістерки з економіки охорони здоров’я в Університеті Найробі у 2014 році. У 2016 році пройшла навчання, що призвело до отримання сертифіката «Повне ознайомлення з ядерною енергетикою» в Техаському університеті A&M в Коледж-Стейшн, штат Техас (США).

## Кар'єра
З червня 2013 року працювала в округі Каїті NG-CDF. Її обов’язки там включають нагляд за фінансовим менеджментом, корпоративним управлінням та дотриманням вимог в державній установі.
Пані Терезія Мбайка Малокве входить до ради директорів Кенійської ради з ядерної електрики, що складається з 11 осіб. Перебуваючи там, вона очолює комітет фінансів та загального призначення.
З січня 2014 року входить до ради в Beams Construction & Supplies Limited, будівельній компанії з Найробі.
У червні 2018 року президент Кенії Ухуру Кеніатта призначив Терезію Мбайку Малокве до ради директорів Національного управління охорони довкілля Кенії на трирічний термін з можливістю поновлення.
Терезія Мбайка Малокве обіймає посаду заступниці директора з питань молоді та гендерних питань у Ukamba Network Vamwe (UNV), некомерційній організації з розвитку громад, яка має на меті об’єднати громади укамбані, намагаючись підвищити рівень їхнього життя.

## Зовнішні посилання
- Список членів ради директорів Національного управління охорони навколишнього середовища Кенії